# Jann Jakobs

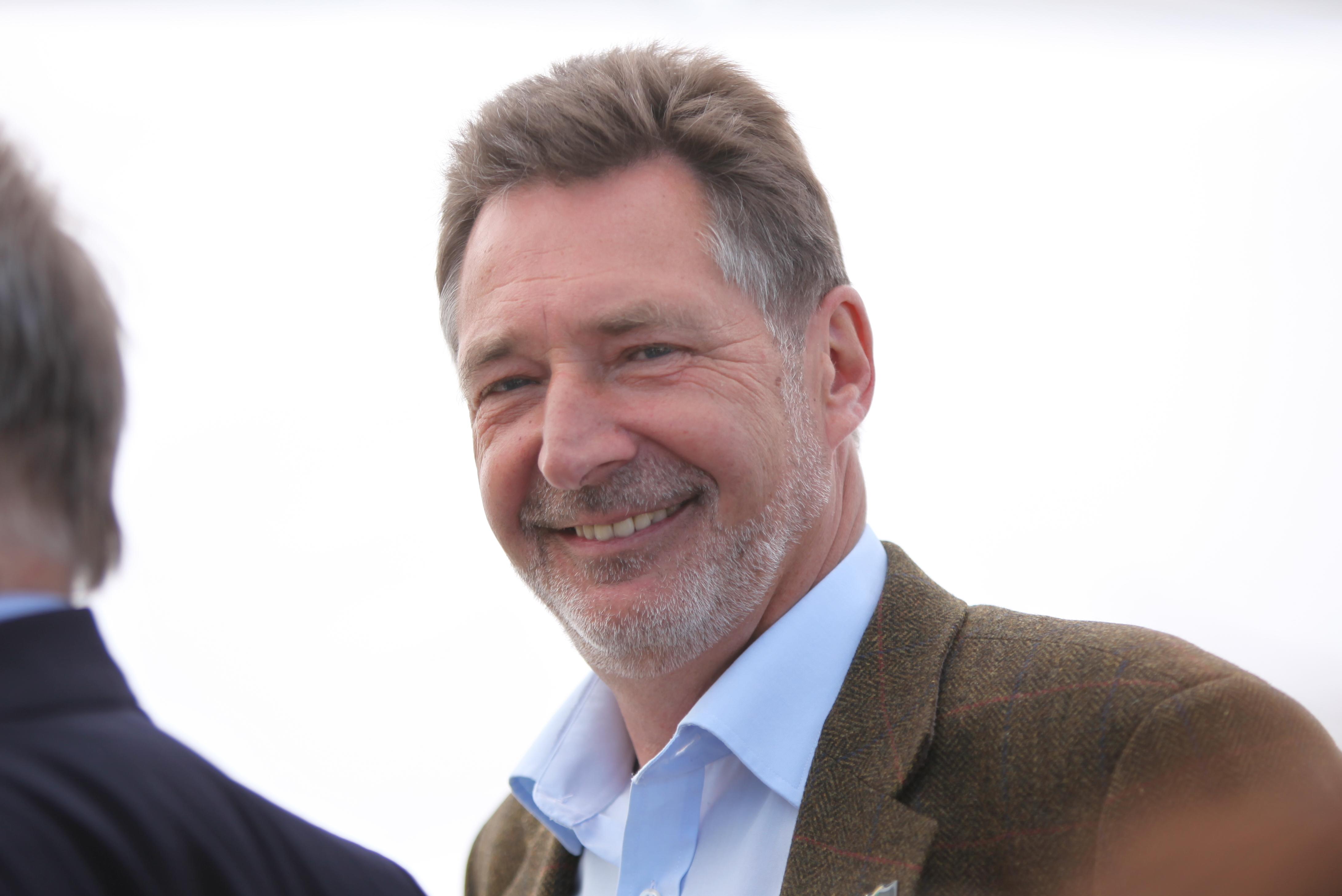
Jann Jakobs im Mai 2011

Jann Jakobs (* 22. Dezember 1953 in Eilsum, Ostfriesland) ist ein deutscher Politiker. Er ist Mitglied der SPD und war von 2002 bis 2018 Oberbürgermeister von Potsdam.

## Leben und Beruf
Von 1971 bis zum Juni 1975 absolvierte Jakobs eine Ausbildung als Erzieher im Raum Hannover. Von 1976 bis 1978 studierte er in Hildesheim Sozialarbeit und Sozialpädagogik, von 1979 bis Februar 1985 an der Freien Universität Berlin Soziologie und Politikwissenschaft mit dem Abschluss als Diplomsoziologe.
In den Jahren 1979 bis 1988 arbeitete Jakobs als Sozialarbeiter in Berlin-Spandau. Noch während dieser Zeit (1985 bis 1993) engagierte er sich in der Beratung öffentlicher und freier Träger der Jugend- und Sozialarbeit. Von 1987 bis 1993 lehrte Jakobs an unterschiedlichen Universitäten und Fachhochschulen. Ebenfalls in dieser Zeit war er Planungsbeauftragter der Abteilung Jugend und Sport im Bezirksamt Berlin-Spandau. Nach dem Ende seines Lehrauftrages arbeitete Jakobs bis 1997 als Leiter des Jugendamtes Potsdam.
Von 1994 bis 1997 war er Mitglied des Deutsch-Russischen Jugendrates. Seit 1997 war Jakobs als Beigeordneter für Soziales, Jugend und Gesundheit in Potsdam tätig. Jakobs wurde 1998 für ein Jahr das Vorstandsmitglied des Jugendaufbauwerkes Nauen.
Jakobs wohnte bis 2017 in der russischen Kolonie Alexandrowka in Potsdam. Er ist verheiratet und hat vier Kinder.

## Politik
Im März 1999 wurde Jakobs Bürgermeister und Beigeordneter der weiteren Geschäftsbereiche Ordnung und Umweltschutz in Potsdam. Am 27. Oktober 2002 setzte er sich bei der Potsdamer Oberbürgermeisterwahl in der Stichwahl gegen Hans-Jürgen Scharfenberg (PDS) mit 50,14 % der Stimmen durch. Er wurde am 28. November 2002 als Nachfolger von Matthias Platzeck in das Amt des Oberbürgermeisters eingeführt. Bei der Oberbürgermeisterwahl 2010 wurde er in der Stichwahl am 3. Oktober 2010 mit 60,8 % der Stimmen – erneut gegen Scharfenberg – wiedergewählt. 
Jakobs trat zu den Potsdamer Oberbürgermeisterwahlen im Herbst 2018 nicht erneut an.